# Transformação isobárica

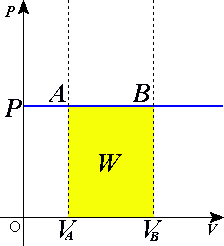
Diagrama PxV que leva o sistema termodinâmico do estado A até o estado B é isobárica.

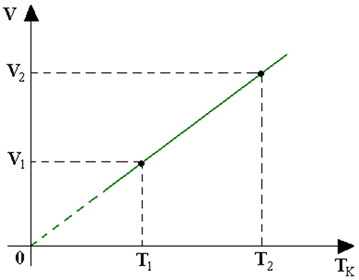
Diagrama VxT transformação isobárica que leva o sistema termodinâmico do estado i até o estado f.

Uma transformação isobárica é uma transformação termodinâmica na qual a pressão permanece constante em um sistema fechado, sistema este que permite trocas de energia, mas não de matéria, entre o sistema e sua vizinhança.  Essa transformação também recebe o nome de Lei de Charles e Gay-Lussac. No século XVIII, o físico francês Jacques Alexandre César Charles descobriu essa relação entre volume e temperatura. Seu interesse surgiu a partir da prática do balonismo. Em 1787 formula a lei da proporção direta entre o volume e a temperatura de um gás a pressão constante. Essas conclusões foram comprovadas experimentalmente por Joseph Louis Gay-Lussac no início do século XIX, sendo então oficialmente publicada. O termo deriva da língua grega iso, "igual" e baros, "pressão". O calor transferido para o sistema realiza trabalho e, portanto, altera a energia interna do sistema, conforme a primeira lei da termodinâmica:
{\displaystyle Q=\Delta U+W\,}
Onde {\displaystyle Q} é o calor, {\displaystyle U} a energia interna e {\displaystyle W} o trabalho feito pelo sistema.

## Formalismo
À pressão constante, sendo a temperatura da amostra T e o seu volume V, essa relação pode ser expressa matematicamente por:
{\displaystyle V/T=constante}
Onde essa constante depende da temperatura em que ocorre a transformação da amostra do gás confinado no recipiente. Essa relação pode ser descrita ainda de outra forma. Se a amostra de gás, a uma temperatura inicial {\displaystyle T_{i}}, ocupando o volume {\displaystyle V_{i}}, passar a ter temperatura {\displaystyle T_{f}} e volume {\displaystyle V_{f}}, mantendo sempre a pressão constante, pode-se afirmar que:
{\displaystyle V_{i}/T_{i}=V_{f}/T_{f}}

### Trabalho
O  trabalho realizado por uma transformação isobárica, em um sistema fechado, é definido como:
{\displaystyle W=\int \!p\,dV\,}
Como a pressão {\displaystyle p} é constante ela sai fora da integral:
{\displaystyle W=p\int \!\,dV\,}
A integral de {\displaystyle dV} é a própria variação do volume {\displaystyle \Delta V\ }.
{\displaystyle W=p\Delta V\,}
Obs: Vide o diagrama PxV e veja que o valor dessa integral é a própria área W, em amarelo.

Aplicando a Lei dos Gases Ideais, onde segue a relação {\displaystyle p=nRT/V}, o trabalho torna -se:
{\displaystyle W=n\,R\,\Delta T}
assumindo que a quantidade de gás permanece constante, por exemplo, não existe uma transição de fase , durante uma reação química. De acordo com o teorema da equipartição, a mudança na energia interna está relacionado com a temperatura do sistema,
{\displaystyle \Delta U=n\,c_{V}\,\Delta T}
onde {\displaystyle c_{V}} é o calor específico a volume constante.
Substituindo as duas últimas equações na primeira equação, {\displaystyle Q=\Delta U+W\,},  temos:
{\displaystyle Q=n\,c_{V}\,\Delta T+n\,R\,\Delta T}
{\displaystyle =n\,(c_{V}+R)\,\Delta T}
{\displaystyle =n\,c_{P}\,\Delta T}
onde {\displaystyle c_{P}}  é o calor específico à pressão constante.
Convenção para o sinal do trabalho:
- Se o volume comprime ({\displaystyle \Delta V=V_{f}-V_{i}<0}), então {\displaystyle W<0}. Ou seja, durante a compressão o gás realiza trabalho negativo e o ambiente realiza trabalho sobre o sistema.
- Se o volume aumenta ({\displaystyle \Delta V=V_{f}-V_{i}>0}), então {\displaystyle W>0}. Isto é, durante a expansão do gás o trabalho é positivo, ou equivalentemente, o ambiente recebe o trabalho exercido pelo gás.